# Décès en février 1993
Décès
- 1989
- 1990
- 1991
- 1992
- 1993
- 1994
- 1995
- 1996
- 1997

Pour une information complémentaire, voir la page d'aide.

| Date       | Nom                   | Activités                                        | Âge | Source |
| ---------- | --------------------- | ------------------------------------------------ | --- | ------ |
| 2 février  | Michael Klein         | Footballeur international roumain                | 33  |        |
| 3 février  | Éliane de Meuse       | peintre belge                                    | 93  |        |
| 4 février  | Joaquín Oliva         | Footballeur espagnol                             | 66  |        |
| 5 février  | Joseph L. Mankiewicz  | Cinéaste américain                               | 83  |        |
| 6 février  | Arthur Ashe           | joueur de tennis américain                       | 49  |        |
| 6 février  | Dimitri Bouchène      | peintre russe, soviétique, naturalisé français   | 99  |        |
| 9 février  | Will Höhne            | chanteur allemand                                | 83  |        |
| 10 février | Benita Kärt           | Espérantiste estonienne.                         | 87  |        |
| 11 février | Joy Garrett           | actrice et chanteuse américaine                  | 47  |        |
| 13 février | Araksi Babayan        | Chimiste arménienne                              | 86  |        |
| 14 février | Elek Bacsik           | guitariste et violoniste de jazz hongrois        | 66  |        |
| 15 février | George Wallington     | pianiste de jazz américain                       | 68  |        |
| 18 février | Patrick Roy           | animateur de radio et de télévision français     | 40  |        |
| 20 février | Mario Abreu           | peintre vénézuélien                              | 73  | (en)   |
| 20 février | Luciano Bolis         | homme politique italien                          | 74  |        |
| 20 février | Ferruccio Lamborghini | constructeur automobile                          | 76  |        |
| 22 février | Jean Lecanuet         | homme politique français                         | 72  |        |
| 24 février | Hernando Viñes        | peintre espagnol                                 | 88  |        |
| 24 février | Bobby Moore           | footballeur anglais                              | 51  |        |
| 25 février | Eddie Constantine     | chanteur et acteur français d'origine américaine | 75  |        |
| 26 février | Constance Ford        | actrice américaine                               | 69  |        |
| 27 février | Lillian Gish          | actrice américaine                               | 99  |        |
| 28 février | Ruby Keeler           | chanteuse et actrice canadienne                  | 82  |        |